# باهرة بارية
باهرة بارية (الاسم العلمي: Agave parryi) هو نوع من النباتات يتبع جنس الباهرة من الفصيلة الهليونية.